# Лубенський краєзнавчий музей
Лубенський краєзнавчий музей імені Гната Стеллецького — районний краєзнавчий музей у місті Лубнах Полтавської області; зібрання матеріалів з природи, історії та культури Лубенського краю; осередок культури міста і району.
Лубенський краєзнавчий музей є одним з найперших краєзнавчих і загалом музеїв на Полтавщині.

## Загальні дані
Лубенський краєзнавчий музей міститься в центральній частині Лубен у ошатному історичному будинку, і розташований за адресою:
вул. Я. Мудрого (кол. Леніна), буд. 30/25, м. Лубни—37500 (Полтавська область, Україна).
Директор музею — Дяченко Тамара Миколаївна.

## З історії музейної справи на Лубенщині
У 1873 році учителем, краєзнавцем і археологом-аматором Федором Івановичем Камінським (1854–1891), першовідкривачем Гінцівської палеолітичної стоянки було відкрито музейну кімнату в Лубенській чоловічій гімназії, що власне і стало початком музейної справи в місті.
У 1918 році професором археології Г. Стеллецьким був створений Лубенський Український музей. Після закриття гімназії 2 музеї було об'єднано.
Під час Німецько-радянської війни лише невелику частину фондів було евакуйовано до Тюмені, інші ж матеріали музею загинули. Вже на початку 1944 року роботу краєзнавчого музею в Лубнах було відновлено.
1967 року музей отримав сучасне приміщення по вулиці Ярослава Мудрого.
У становленні краєзнавчого музею в різні роки велику роль відіграли його керівники — С. Кульжинський, І. Плескач, В. Семенюта, І. Горенко, В. Шостак, М. Тасенко.
Попри те, що в 1990—2000-і роки експозицію Лубенського краєзнавчого музею було частково оновлено, зокрема введено матеріали про трагічні події 1930-х років — колективізація та Голодомор, музей і понині потребує здійснення реекспозиції, що натикається на величезну проблему браку коштів. Заклад регулярно недофінансовується місцевою владою.
Окрім цього, з краєзнавчим музеєм у Лубнах пов'язана неприємна історія його пограбування навесні 2010 року, що засвідчила не лише про сьогоднішній стан культури й освіти в місті та державі, а й про злиденне становище закладу культури, відсутність його охорони.
З серпня 2018 р. носить ім'я видатного історика та археолога Г. Стеллецького. 

## Фонди та експозиція
Фонди Лубенського краєзнавчого музею налічують близько 30 тисяч експонатів.
У теперішній час (кінець 2000-х років) єдиної концепції музейної експозиції не існує, більше того відвідувачам для огляду пропонується лише обмежена частина музейних залів, і це при тому, що у фондах закладу є справжні раритети, чимало дуже цікавих і значущих експонатів:
- матеріали про перебування в Лубнах і на Лубенщині видатних діячів української та інших національних культур Тараса Шевченка, Миколи Гоголя, Шолом-Алейхема, Ганни Керн, пов'язані з діяльністю відомих українських фольклористів О. Афанасьєва-Чужбинського, М. Номиса, В. Милорадовича, архітекторів О. Бекетова, Д. Дяченка та інших;
- експонати з панських садиб регіону, що дають можливість уявити атмосферу XVIII — початку ХХ століть;
- зібрання етнографічних матеріалів, в тому числі пов'язаних з козацтвом (Лубенський полк), з одного з традиційних районів формування української нації як такої;
- особливу цікавість викликає зібрання документів, фотографій, предметів і свідчень, які висвітлюють процеси, що відбувались у краї у перші десятиліття ХХ століття — про українське національне відродження на початку XX століття, зокрема про першу друковану в Наддніпрянській Україні україномовну газету «Хлібороб»; про так звану «Лубенську республіку» 1905 року; про громадсько-політичний рух на Лубенщині доби УНР та його яскравих представників — В. Леонтовича, В. Шемета і С. Шемета, М. Порша тощо; про масові утиски селянства, інтелігенції та духовенства у новоствореній Країні Рад, сталінські репресії, зокрема про розстріл 1919 року священництва Мгарського монастиря;
- колекція художніх творів мистецтва розміщена окремо від основної будівлі закладу.

За багатством фондів при належному фінансуванні й підходах до формування експозиції Лубенський краєзнавчий музей може стати дуже важливим науково-культурним осередком сучасної України.

## Виноски
1. ↑  Лубенський краєзнавчий музей // Полтавщина:Енциклопедичний довідник (за ред. А. В. Кудрицького)., К.: «Українська Енциклопедія», 1992, стор. 481
2. ↑  Еск-засуджений із Володимира пограбував у Лубнах краєзнавчий музей [Архівовано 23 вересня 2011 у Wayback Machine.] // інф. за 15 березня 2010 року на www.vip.volyn.ua (Волинський інформаційний портал) [Архівовано 20 квітня 2010 у Wayback Machine.]